# Купол (парашут)

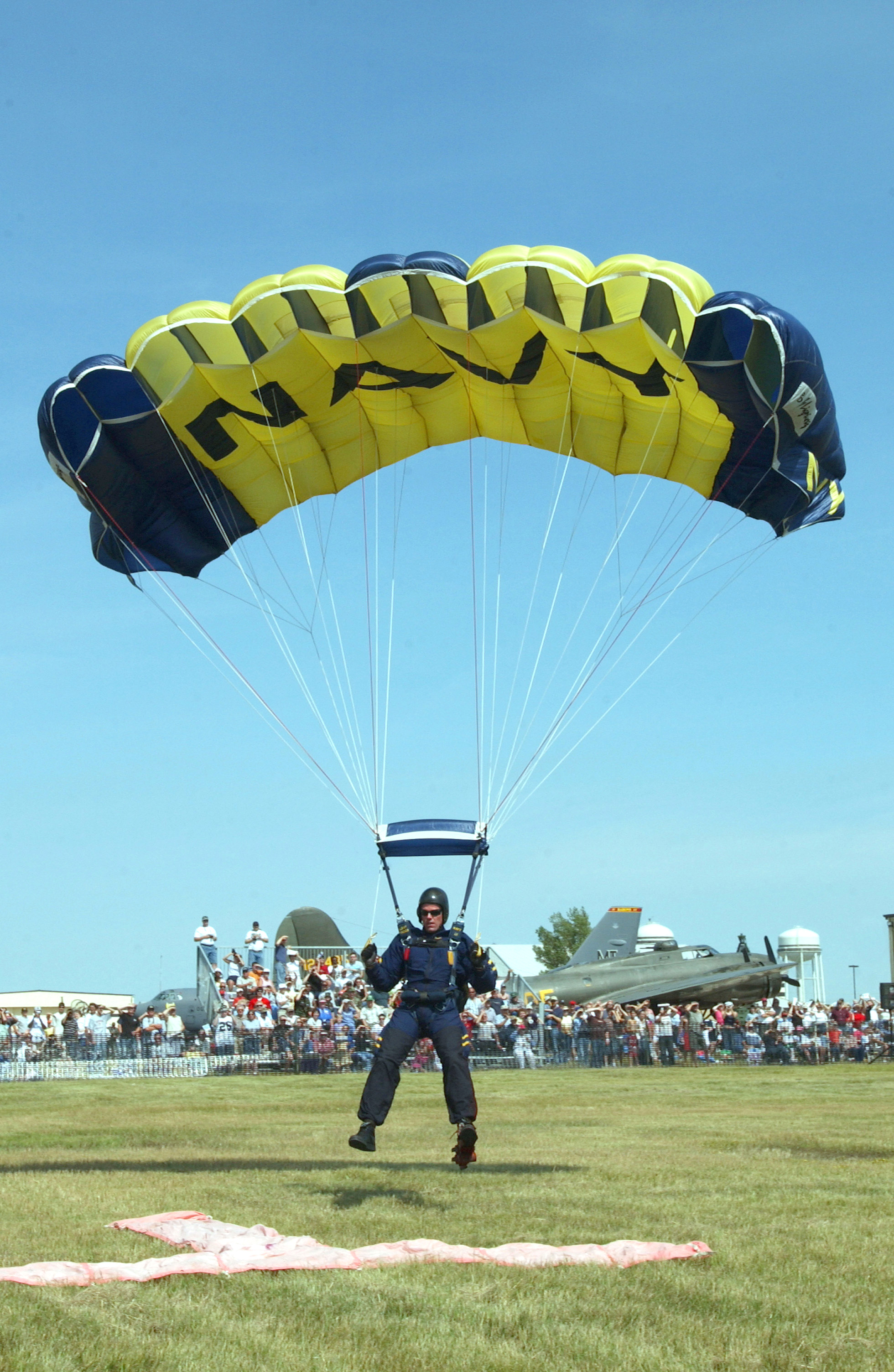
Купол парашута прямокутного перетину

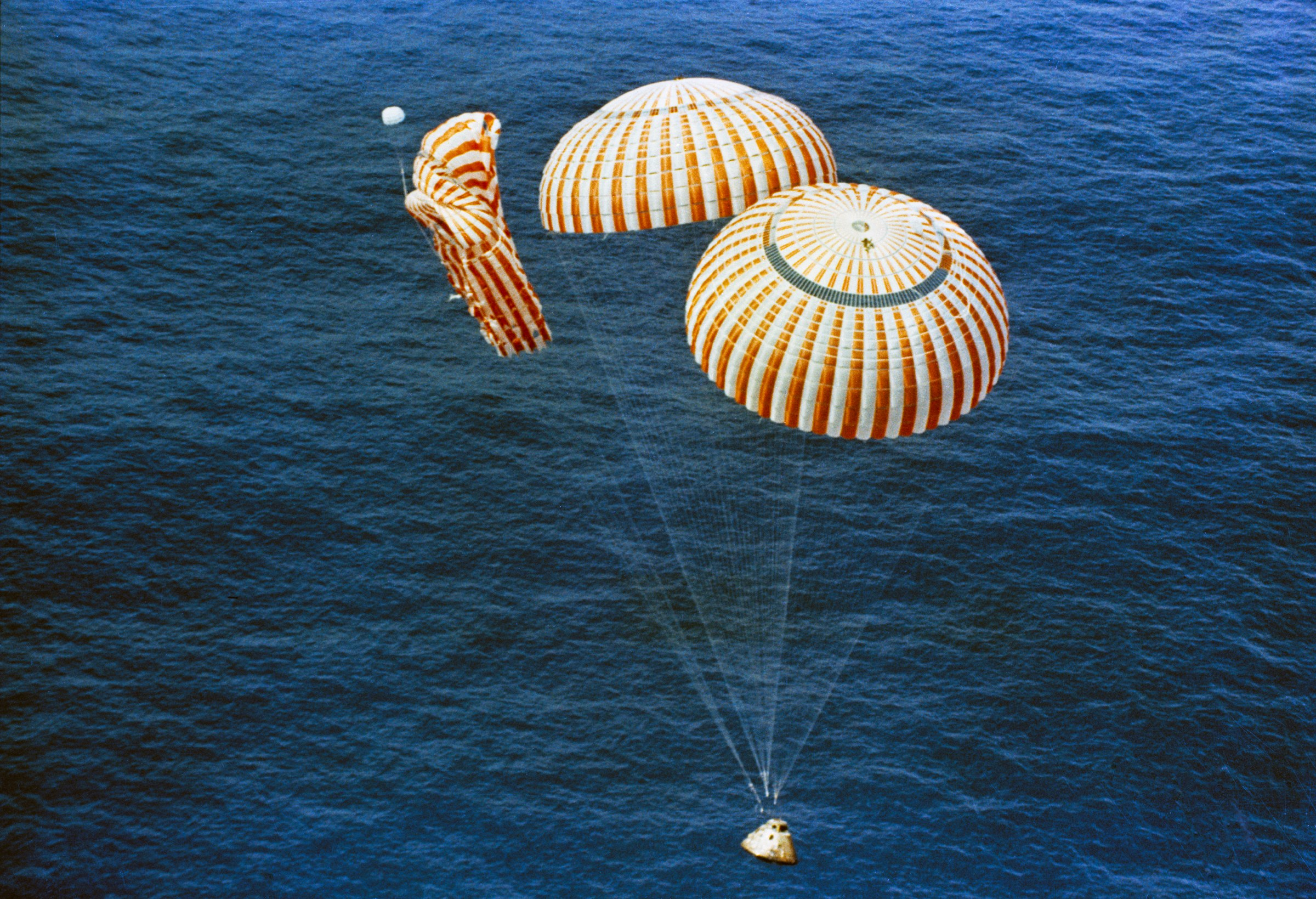
Купол круглої форми на рятувальних парашутах космічного корабля «Аполон-15»

Купол парашута (італ. cupola, від лат. cupula — «барило», «склепіння») — деталь парашута, що становить тримальну поверхню парашута у формі каркасної оболонки із силовими елементами, що з'єднують його з підвісною системою, для створення аеродинамічного або гідродинамічного опору, та забезпечення безпечної швидкості зниження (приземлення) десантника (об'єкта, вантажу тощо).
Купол парашута, як правило, має круглу, прямокутну, овальну або іншу форму перерізу, площею від одного-двох м² до кількох сотень м², і складається з основи купола і стропів.
Нижня частина купола посилюється капроновою стрічкою, що утворює нижню кромку купола парашута.
Для збільшення міцності купола з його зовнішньої сторони нашиваються стрічки, що, перетинаючи, утворюють каркас на поверхні купола, а в його нижній кромки утворюються петлі для кріплення стропів.
Для стабілізації зниження у вершині купола зазвичай є полюсний отвір або полотнище з підвищеним пропусканням повітря (сітка), через яке йде повітря. Цим запобігають розгойдування парашута.